# 51. pehotni polk (Avstro-Ogrska)
Za druge 51. polke glejte 51. polk.
51. pehotni polk (izvirno nemško Infanterie-Regiment Nr. 51; dobesedno slovensko: Pehotni polk št. 51) je bil pehotni polk k.u.k. Heera.

## Poimenovanje
- Ungarisches Infanterie Regiment »von Boroevic« Nr. 51 / Madžarski pehotni polk »von Boroevic« št. 51
- Infanterie Regiment Nr. 51 (1915 - 1918)

## Zgodovina
Polk je bil ustanovljen leta 1702. 

### Prva svetovna vojna
Polkovna narodnostna sestava leta 1914 je bila sledeča: 72% Romunov, 34% Madžarov in 4% drugih. Naborni okraj polka je bil v Klausenburgu, pri čemer so bile polkovne enote garnizirane sledeče: Marosvásárhely (štab, II. in III. bataljon), Domanović (1. bataljon) in Klausenburg (4. bataljon).
Med prvo svetovno vojno se je polk bojeval tudi na soški fronti; sodeloval je že v prvi soški ofenzivi. 
V sklopu t. i. Conradovih reform leta 1918 (od junija naprej) je bilo znižano število polkovnih bataljonov na 3.

## Organizacija
1918 (po reformi)
- 2. bataljon
- 3. bataljon
- 4. bataljon

## Poveljniki polka
- 1859: Gustav von Fragnern[9]
- 1865: Gustav von Fragnern[10]
- 1879: Sebastian von Arlow[11]
- 1908: Friedrich Mannsbart[12]
- 1914: Ludwig Langendorf[1]